# Südbrandenburger Nahverkehrs GmbH
Die Südbrandenburger Nahverkehrs GmbH (SBN) ist ein Verkehrsunternehmen des öffentlichen Personennahverkehrs (ÖPNV), welches bis Juli 2017 im Wesentlichen den Stadtverkehr in Lübbenau und Senftenberg, sowie die Regionalbuslinien im Landkreis Oberspreewald-Lausitz und einige wenige Linien in den angrenzenden Landkreisen Bautzen, Elbe-Elster und Spree-Neiße bereitstellte. Die Südbrandenburger Nahverkehrs GmbH war im Verkehrsverbund Berlin-Brandenburg (VBB) organisiert und gliederte sich in die Standorte Calau, Großkmehlen, Lauchhammer, Lübbenau und Senftenberg. Zum 1. August 2017 übernahm das Unternehmen OSL Bus GmbH aus der damaligen Rhenus-Veniro-Gruppe die Linien der SBN. Arbeitsrechtliche Gerichtsverfahren in Zusammenhang mit Betriebsübergang der Mitarbeiter endeten erst im Herbst 2021 durch eine Entscheidung des Europäischen Gerichtshofes.

## Linienübersicht (bis Juli 2017)
Das Linienangebot des Südbrandenburger Nahverkehrs umfasste insgesamt 29 Linien, wovon drei Linien im Stadtverkehr Senftenberg, eine Linie im Stadtverkehr Lübbenau und 25 Linien im Überlandverkehr bereitgestellt wurden:
| Linie                                 | Zeitraum | Fahrstrecke                                                                         |
| ------------------------------------- | -------- | ----------------------------------------------------------------------------------- |
| 601                                   |          | Senftenberg – Brieske – Lauchhammer                                                 |
| 602 1                                 |          | Senftenberg – Schipkau – Sallgast – Finsterwalde (verkehrt ab 21:00 Uhr als Rufbus) |
| 603 1                                 |          | Altdöbern – Großräschen/Lieske/Bahnsdorf – Senftenberg                              |
| 604 1                                 |          | Calau – Altdöbern                                                                   |
| 605 1                                 |          | Zinnitz/Mallenchen – Calau – Vetschau                                               |
| 606 1                                 |          | Lübbenau – Calau                                                                    |
| 607 1                                 |          | Lübbenau – Vetschau – Cottbus                                                       |
| 608 1                                 |          | Lübbenau – Lübben                                                                   |
| 609 1                                 |          | Ortrand – Ruhland – Schwarzheide                                                    |
| 610                                   |          | Ruhland – Schwarzheide – Annahütte – Großräschen/Dörrwalde                          |
| 611 1                                 |          | Schwarzheide – Ruhland – Guteborn – Sella/Hosena                                    |
| 614 1                                 |          | Lauchhammer – Tettau – Ortrand/Großkmehlen/Frauwalde                                |
| 615 1                                 |          | Neupetershain – Leeskow – Altdöbern/Großräschen                                     |
| 618 1                                 |          | Großräschen – Dörrwalde                                                             |
| 619                                   |          | Hosena/Hohenbocka – Peickwitz – Hosena                                              |
| 621 1                                 |          | Senftenberg – Hosena – Hohenbocka – Biehlen                                         |
| 622                                   |          | Lauchhammer – Staupitz – Finsterwalde                                               |
| 623 1                                 |          | Reddern/Altdöbern – Missen – Altdöbern                                              |
| 624                                   |          | Senftenberg – Hoyerswerda                                                           |
| 625 1                                 |          | Senftenberg – Großkoschen – Hosena                                                  |
| 627                                   |          | Lauchhammer – Schipkau – Senftenberg                                                |
| 651 1                                 |          | Calau – Missen – Vetschau                                                           |
| 653 1                                 |          | Lübbenau – Kittlitz – Lichtenau                                                     |
| 654 1                                 |          | Lübbenau – Groß Beuchow – Ragow – Zerkwitz                                          |
| 655                                   |          | Vetschau – Naundorf                                                                 |
| 657 1                                 |          | Bronkow/Gollmitz – Lug – Calau                                                      |
| 1 Diese Buslinie verkehrt als Rufbus. |          |                                                                                     |

| Stadtverkehr Lübbenau |
| --- |
| - Busbahnhof • Busowe dwórnišćo - Alte Huttung/Kristallbad • Stare woplěwašćo/kristalowy kupanišćo - R.-Koch-Straße • R. Kochowa droga - Poliklinik • poliklinika - Bahnhof • Dwórnišćo - K.-Marx-Str./Ecke Stottoff • K. Marxowa droga/rožka Stottoffego - K.-Marx-Str./Ecke Kampe • K. Marxowa droga/rožka Kampego - K.-Marx-Str./Ecke Fahlisch-Str. • K. Marxowa droga/rožka Fahlischego droga - Ehm-Welk-Str. • E. Welkowa droga - Schloß • grod - Zeltplatz • stanowišćo - Lehde • Lědy - Zeltplatz • stanowišćo - Schloß • grod - Ehm-Welk-Str. • E. Welkowa droga - Poststraße • Postowa droga - Bahnhof • Dwórnišćo - Poliklinik • poliklinika - R.-Koch-Straße • R. Kochowa droga - Straße des Friedens • Droga měra - F.-Engels-Straße/Sportplatz • F. Engelsowa droga/sportnišćo - F.-Engels-Straße • F. Engelsowa droga - Kaufland • Kaufland - R.-Breitscheid-Straße • R. Breitscheidowa droga - Zerkwitz/Friedhof • Cerkwica/kjarchob - Zerkwitz/Ort • Cerkwica/wjas - Geschwister-Scholl-Str. • Droga Scholloweju - W.-Seelenbinder-Straße • W. Seelenbinderowa droga - Altenheim • starcownja - Beethovenstraße • Beethovenowa droga - Straße der Jugend • Droga młoźiny - Busbahnhof • Busowe dwórnišćo |

Stadtverkehr Senftenberg
| C1 | Stadtverkehr Senftenberg |
| -- | --- |
|    | - Busbahnhof • Busowe dwórnišćo - Krankenhaus • chórownja - Großenhainer Str. • Wosykojska droga - Fachhochschule • Fachowa wusoka šula - E.-Thälmann-Str. • E. Thälmannowa droga - Str. d. Bergmanns • Droga górnikoweju - Erlebnisbad • dožywiśowy kupanišćo - Hörlitzer Straße • Wórlicojska droga - W.-Pieck-Straße • W. Piekowa droga - Feuerwehr • wognjowa wobora - Ahlbecker Straße • Ahlbeckska droga - Hanseaten Straße • Hanseatiska droga - Kormoran Straße • Kormoranska droga - A.-Hennecke-Straße • A. Henneckeowa droga - Ritterstraße • Ryśaŕska droga - Schloßpark • Grodowa droga - Laugkstraße • Ługowa droga - Roßkaupe • Wobgroźona - Busbahnhof • Busowe dwórnišćo |

| C3 | Stadtverkehr Senftenberg |
| -- | --- |
|    | - Busbahnhof • Busowe dwórnišćo - Schloßpark • Grodowy park - Ritterstraße • Ryśaŕska droga - A.-Hennecke-Straße • A. Henneckeowa droga - Kormoran Straße • Kormoranska droga - Hanseaten Straße • Hanseatiska droga - Ahlbecker Straße • Ahlbeckska droga - Feuerwehr • wognjowa wobora - W.-Pieck-Straße • W. Piekowa droga - Hörlitzer Straße • Wórlicojska droga - Erlebnisbad • dožywiśowy kupanišćo |
| C3 | Stadtverkehr Senftenberg |
|    | - Erlebnisbad • dožywiśowy kupanišćo - Hörlitzer Straße • Wórlicojska droda - Kellermann Str. • Droga Kellermannego - Telecafe • telokafejownja - Brecht/Thälmann-Str. • Brechtowa/Thälmannowa droga - Kino • kino - Laugkstraße • Ługowa droga - Roßkaupe • Wobgroźona - Busbahnhof • Busowe dwórnišćo - Sedlitz, Bahnhof • Sedlišćo, dwórnišćo - Sedlitz, Schule • Sedlišćo, šula - Sedlitz, Bahnhof • Sedlišćo, dwórnišćo - Laugkstraße • Ługowa droga - Roßkaupe • Wobgroźona - Busbahnhof • Busowe dwórnišćo |

Quellen: